# Ponińští
Poniňští (polsky Ponińscy) byl šlechtický rod erbu Łodzia, pocházející z Velkopolska. Od roku 1773 bylo členům jedné z linií rodu uděleno právo užívání knížecího titulu.

## Významní představitelé rodu
- biskup Karol Poniński (zem. 1727) – poznaňský sufragán
- Franciszek Poniński (zem. 1740) starosta kopanický, poznasz stolnik, poslanec.
- Adam Poniński (zem. 1798)
- Adam Poniński (zem. 1816)
- Antoni Poniński
- Edward Poniński
- Hieronim Adam Poniński – hnězdenský kastelán
- Józef Poniński
- Kalikst Poniński – kníže, generálmajor královského vojska
- Stanisław Poniński
- Maciej Poniński
- Apolonia Ponińska – manželka Karola Ernesta knížete Birona von Curland